# Mosteiro de Hilandar

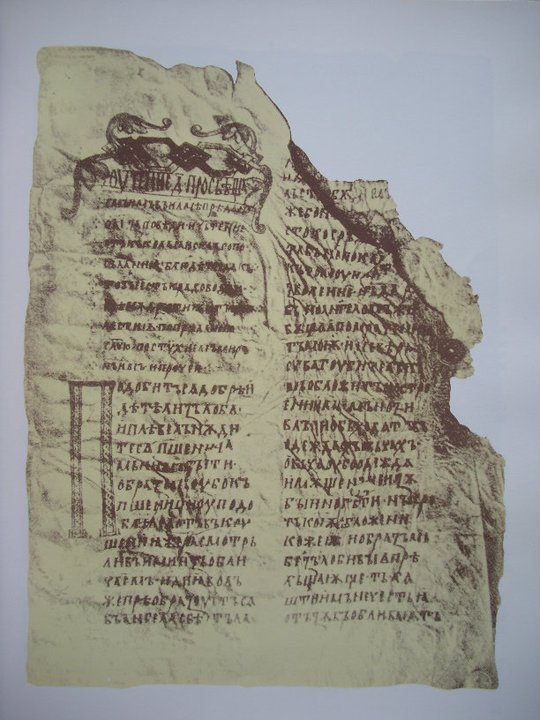
As folhas Hilendar são um monumento da antiga literatura búlgara do século X ao XI.

O Mosteiro de Hilandar é um mosteiro ortodoxo sérvio em Monte Atos. Ele está em quarto lugar na hierarquia dos mosteiros do Monte Athos. Está incluído no Património Mundial. 
Fundado no século X. Já deteriorado, foi restaurado por Estêvão Nemânia, que se tornou seu doador. Sua história está ligada às tentativas bizantino-búlgaras de impor o cristianismo na Sérvia Transmontana, para onde muitos bogomilos se mudaram e uma Igreja da Bósnia surgiu.
Durante o Império Otomano, o mosteiro era quase inteiramente búlgaro e aqui foi escrito por Paísio de Hilendar — Istoriya Slavyanobolgarskaya. Em 1765, Dositej Obradović passou meio ano no mosteiro e testemunhou as constantes brigas entre os monges búlgaros e sérvios.
Desde 1900, o mosteiro foi nominalmente administrado sob o patrocínio da Sérvia.